# San Martín (kommunhuvudort i Argentina, Mendoza)
San Martín är en kommunhuvudort i Argentina.   Den ligger i provinsen Mendoza, i den centrala delen av landet, 1 000 km väster om huvudstaden Buenos Aires. San Martín ligger 661 meter över havet och antalet invånare är 82 549.
Terrängen runt San Martín är mycket platt. Det finns inga andra samhällen i närheten.
Runt San Martín är det i huvudsak tätbebyggt. Runt San Martín är det ganska tätbefolkat, med 139 invånare per kvadratkilometer.